# Dolmen de Sainte-Marie
Le dolmen de Sainte-Marie est un dolmen situé à Châteauneuf-la-Forêt, en France.

## Localisation
Le dolmen est situé dans le département français de la Haute-Vienne, sur la commune de Châteauneuf-la-Forêt, près du hameau de Sainte-Marie.

## Historique
Le dolmen est classé au titre des monuments historiques par arrêté du 27 décembre 1984.